# Solanum rupincola
Solanum rupincola är en potatisväxtart som beskrevs av Otto Sendtner. Solanum rupincola ingår i släktet skattor som ingår i familjen potatisväxter. Inga underarter finns listade i Catalogue of Life.

## Bildgalleri

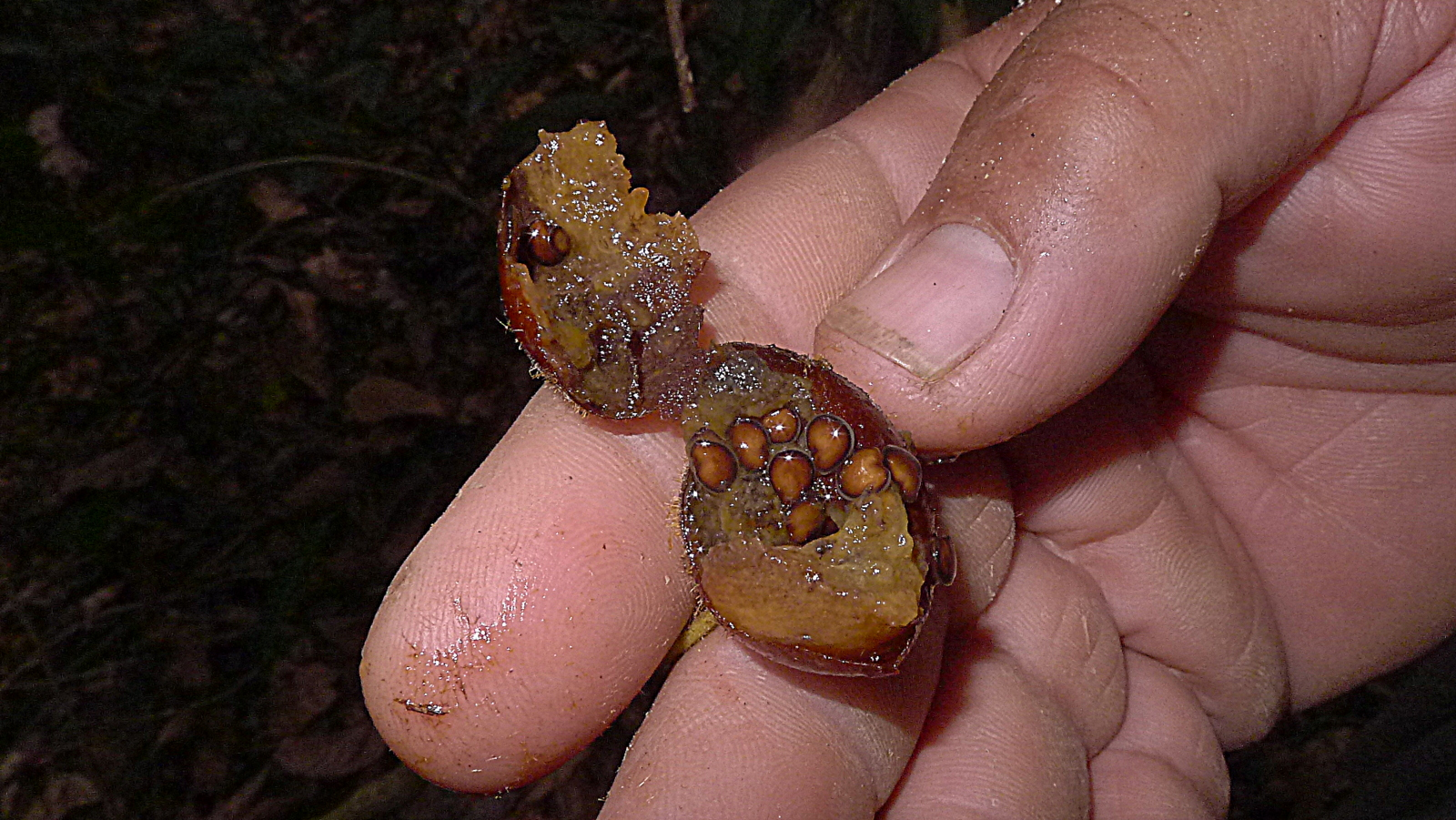
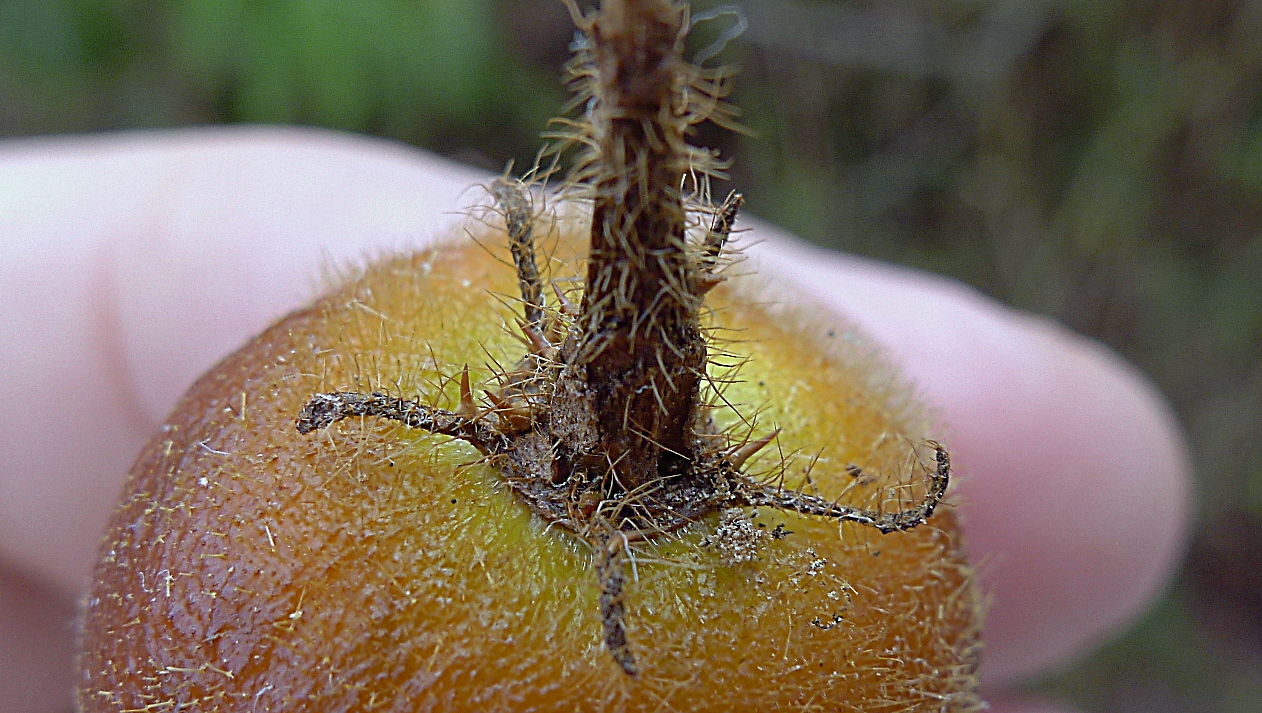
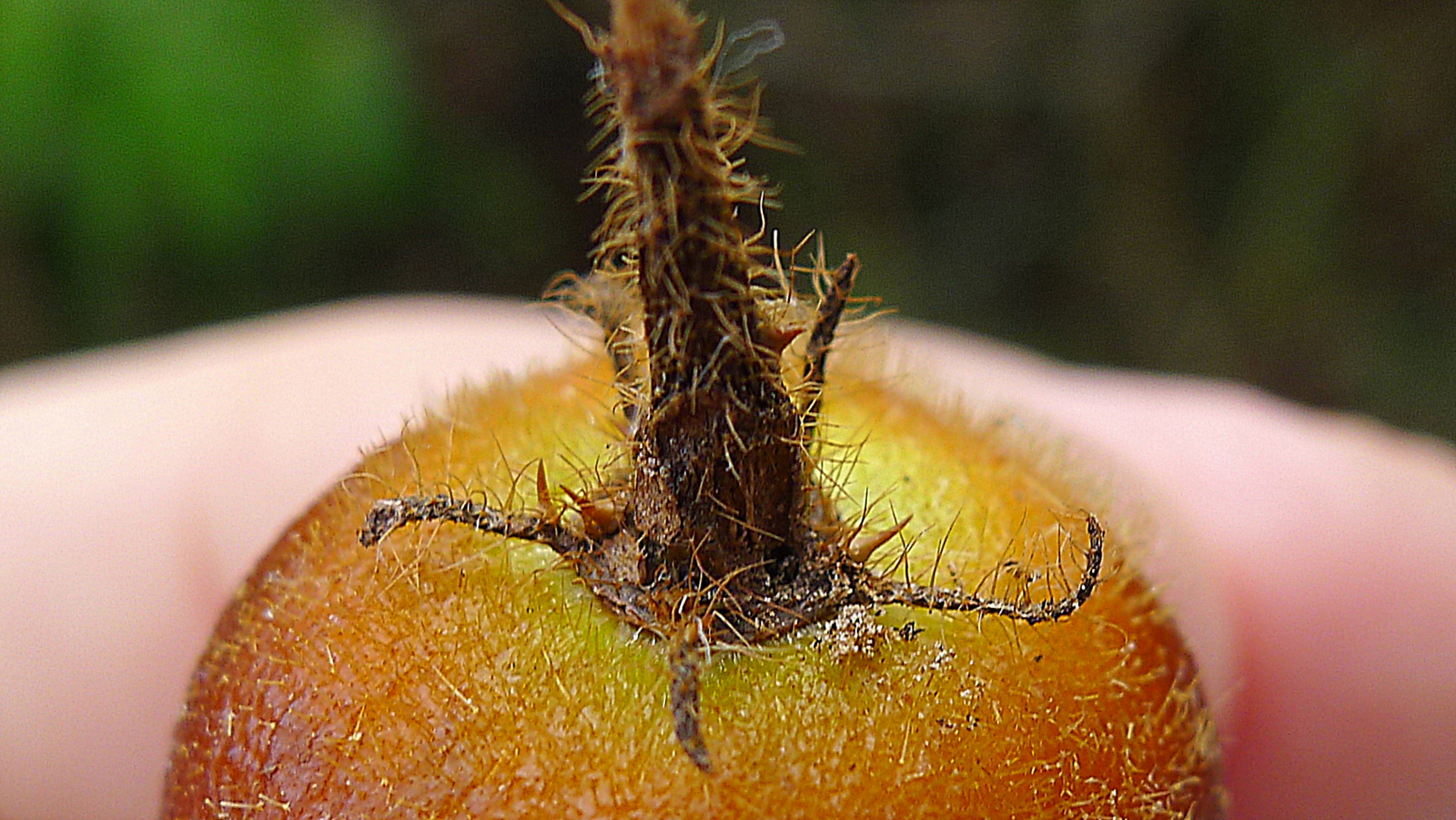
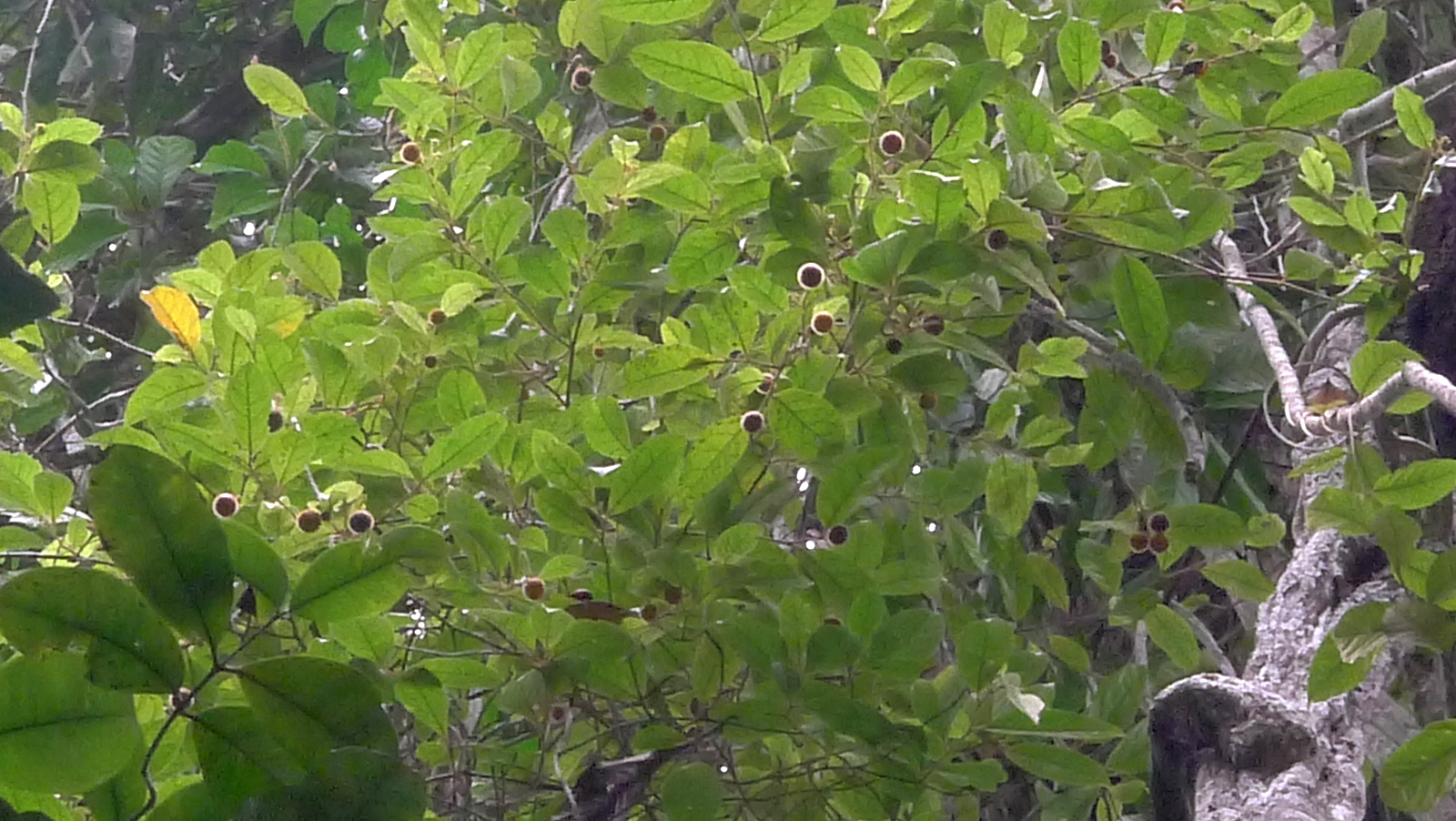
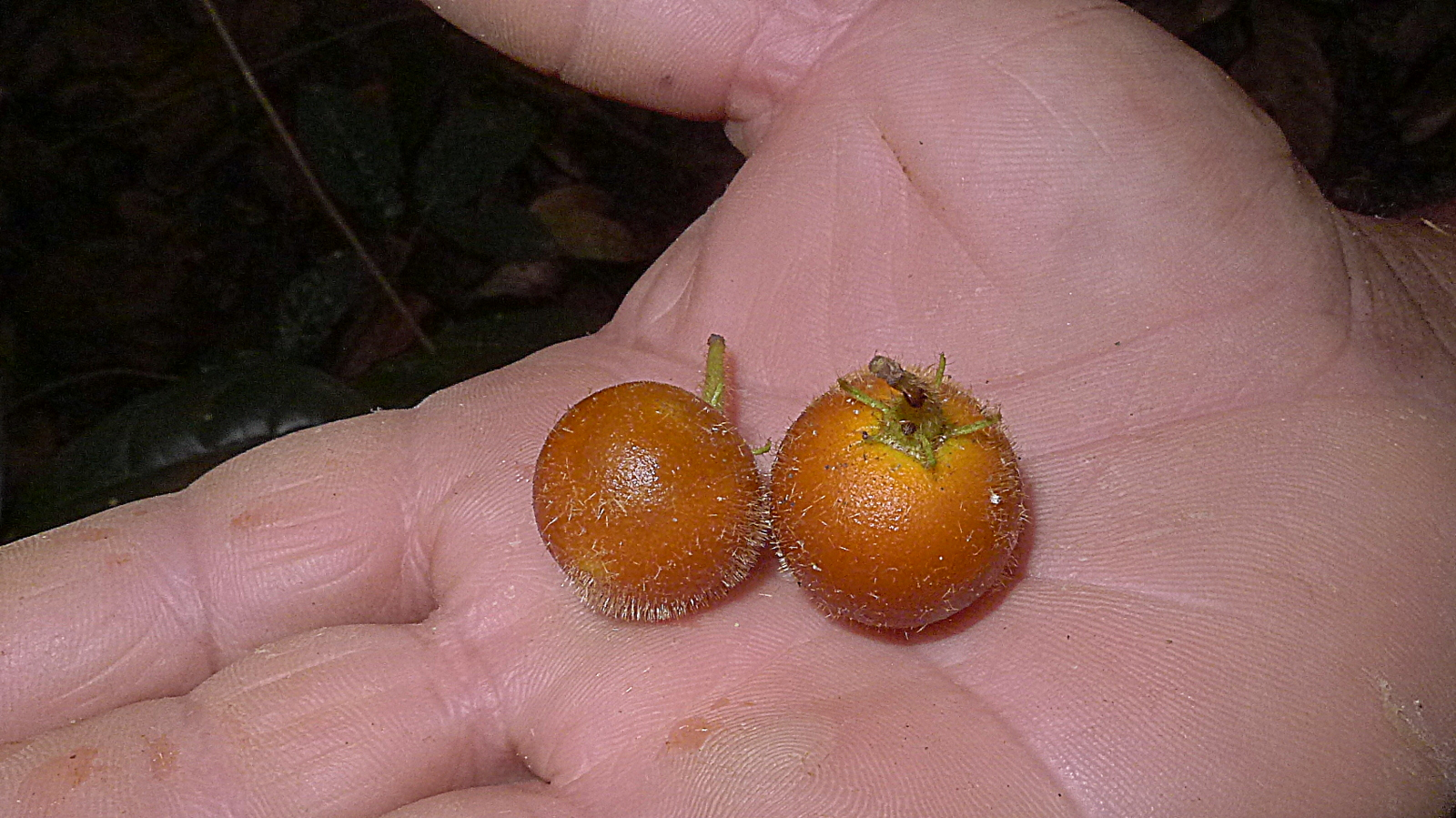
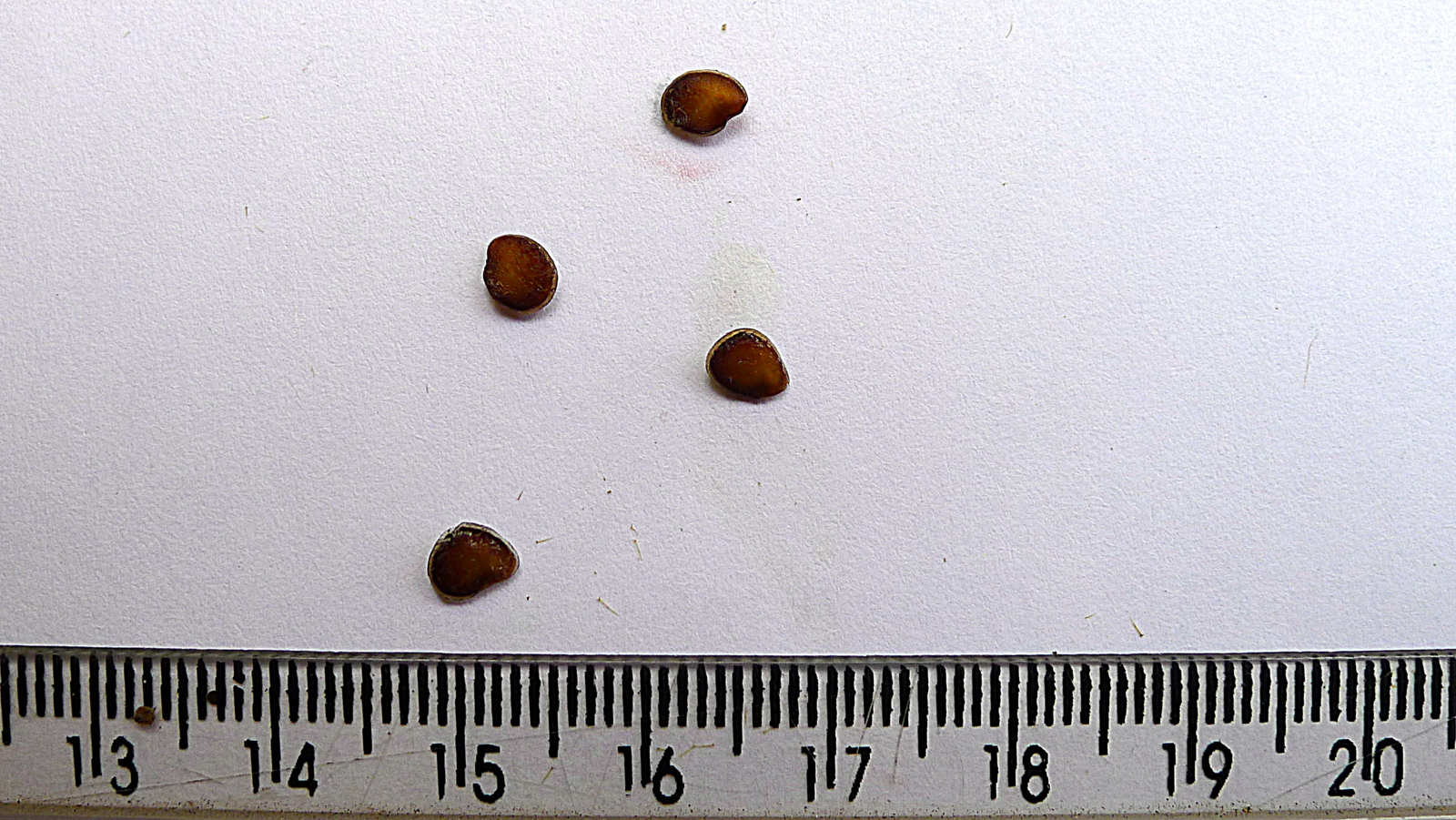